# كراتيفة السياج
كراتيفة السياج (الاسم العلمي:Crateva tapia) أو تفاح الشاطئ (بالإنجليزية: Beach apple)‏ هي نوع من النباتات تتبع جنس الكراتيفة من الفصيلة القبارية. كراتيفة السياج هي النوع النمطي أو النوع النموذجي لجنس الكراتيفة.